# Лонгфелло, Генри Уодсворт
Ге́нри Уо́дсворт Лонгфе́лло (англ. Henry Wadsworth Longfellow; 27 февраля 1807 года, Портленд — 24 марта 1882 года, Кембридж) — американский поэт и переводчик. Автор «Песни о Гайавате» и других поэм и стихотворений.

## Биография
Происходил из старинной йоркширской семьи, переселившейся в Америку в XVII веке и жившей в строгих пуританских традициях. Его дед был участником американской революции XVIII века. Отец поэта, Стивен Лонгфелло (1776—1849), был адвокатом и членом конгресса. Генеалогия семейства Лонгфелло связана с ранним периодом в истории Америки. Один из предков поэта — моряк Уильям Лонгфелло (1651—1690) эмигрировал из Англии в Америку в 1676 году. Предками матери поэта, Зильфы Уодсворт, Джон Олден и его жена Присцилла, прибыли в Америку вместе с первыми пуританами на корабле «Мэйфлауер» в 1620 году. Поэт воспитывался в своем родном маленьком городе Портленде, много читал, увлекался Вашингтоном Ирвингом и под его влиянием стал писать стихи. В 1821 году Лонгфелло поступил в Боудин-колледж, в Брунсвике, невдалеке от Портленда. В 1825 году он окончил колледж с отличием и поступил помощником адвоката в контору к отцу, однако не стремился посвятить свою жизнь юриспруденции.
В мае 1826 года предпринял путешествие в Европу, которое продолжалось три с половиной года. Он побывал во Франции, Италии, Испании, Германии, Голландии и Англии, изучая историю и языки этих стран. В августе 1829 года Лонгфелло возвратился на родину и в течение шести лет преподавал языки и литературу в Брунсвике. В 1835 году он перешёл в Гарвардский университет, где составил целый ряд ценных курсов по европейским литературам, издал несколько переводов с испанского, в книге «За океаном», названной им по-французски (фр. Outre-Mer), рассказал о своих впечатлениях от путешествия в Европу в юности.
С конца 1830-х годов он всецело отдался делу своей жизни — поэзии. Одним из его первых  стихотворений было «Psalm of Life», сразу принесшее автору большую популярность; в 1839 году появился первый сборник его стихотворений, «Ночные голоса» («Voices of the night»), a затем большой автобиографический роман «Hyperion», не имевший успеха. Затем последовали другие лирические сборники: «Баллады и другие стихи» («Ballads and other poems», 1841), в который вошло знаменитое стихотворение «Excelsior», «Стихи о рабстве» («Poems on slavery», 1842) и другие. В движении 1840-х годов в пользу освобождения негров Лонгфелло принимал гораздо меньшее участие, чем другие американские поэты, такие как Витьер и Лоуэлл. Он был неспособен к практической деятельности и, сочувствуя аболиционистам, выразил это лишь несколькими песнями о невольниках, очень художественными, но менее сильными и негодующими, чем ожидали друзья поэта.
От лирической поэзии Лонгфелло перешёл к созданию эпических поэм национально-американского характера. Такова, прежде всего, «Эванджелина» («Evangeline», 1847), пасторальная поэма из истории первых французских выходцев в Америке; она сразу сделала Лонгфелло национальным поэтом и вплоть до начала XX века оставалась одной из настольных книг всякой американской семьи. Тем же национальным характером отличаются «Courtship of Miles Standish» (1858), где поэт вдохновляется преданиями о британских предках современных американцев, и «Песнь о Гайавате» («The song of Hiawatha», 1855), поэма из быта индейцев Северной Америки. Этими поэмами Лонгфелло достиг вершины литературной славы; все его дальнейшие сборники — «Tales of the wayside Inn» (1863), «Three books of song» (1872), «Golden legend», «Birds of Passage», «Ultima Thule» и мн. др. находили восторженный приём у критики и у публики, так же как его переводы  итальянских, французских и немецких поэтов. Воспитанный в духе европейских литератур, проникнутый поэзией Вордсворта и других английских лэйкистов, Лонгфелло в первых лирических сборниках пересадил английский спокойный, идиллический романтизм на американскую почву. «Voices of the night», «Ballads» и другие лишены грандиозных порывов, так же как и пафоса глубоких философских настроений — но в них есть неподдельная свежая поэзия простых, тихих и нежных чувств, возникающих в узком кругу будничной жизни.
В лирических сборниках Лонгфелло чередуются бодрые и меланхолические мотивы: в «Psalm of Life» он проповедует активный, оптимистический идеал жизни, в «Footsteps of Angels» поёт гимн примирения с ударами судьбы. «Excelsior» — одно из самых популярных стихотворений Лонгфелло — превозносит безграничность стремлений к недосягаемому идеалу, а в мелодичном «Hymn of the night» поэт молит лишь о временном забытьи от страданий, воспевая ночь, утешительницу страждущих. Кроме названных лирических пьес Лонгфелло, к лучшим его стихотворениям принадлежат некоторые из песен невольников (в особенности «The Slave’s Dream»), «The Arrow and the Song», «The Village Blacksmith».
В эпических поэмах Лонгфелло сказывается стремление создать новую национальную поэзию, воссоздать красоту девственных лесов, наивность младенческого населения, его простые чувства и цельные характеры. «Evangeline» навеяна поэмой «Герман и Доротея» Гёте. Девушка, разлучённая с возлюбленным, вследствие неожиданного изгнания их семей из родного гнезда; одинокая и печальная жизнь любящих, их подвиги в служении страдающим соотечественникам, их встреча в госпитале, когда в умирающем Габриэле Евангелина, теперь сестра милосердия, узнает друга своей юности — таков сюжет поэмы, прекрасной, главным образом, отдельными эпизодами, описаниями быта и дикой природы, а также удачным употреблением гекзаметра.
В поэме «Hiawatha» Лонгфелло изложил легенды, господствующие среди североамериканских индейцев, по словам автора произведение можно назвать «индейской Эддой». Самый размер, избранный Лонгфелло в подражание финской Калевале, очень подходит к содержанию поэмы, которая более чем все другое, написанное Лонгфелло, воплотила дух американского народа. «Сватовство Майлза Стэндиша» («The Courtship of Miles Standish», 1858) достойно заканчивает серию национальных поэм, воспроизводя нравы и чувства пуритан в первую эпоху их американской жизни. Лонгфелло благодаря своим обширным литературным знаниям вдохновлялся нередко и общеевропейскими сюжетами, в особенности средневековыми легендами. Таковы «Golden Legend», «The Spanish Student», некоторые поэмы из «Рассказы придорожной гостиницы» («Tales of a Wayside Inn») и др. Из его многочисленных переводов особенно замечателен перевод дантовской «Божественной комедии», очень точный и художественный, несмотря на отсутствие рифм.

## Оценка творчества Лонгфелло в России
Первое упоминание имени поэта в России датируется 1835 годом и связано с выходом в свет в США его («профессора Лонгфеллова») путевых заметок «За океаном». В начале 1860 года на русском языке появились первые стихи Лонгфелло, хотя до этого уже предпринимались попытки прозаического перевода его стихотворных произведений. «Песнь о Гайавате» появилась в переводе Д. Л. Михайловского в 1866 году(частично) и в 1868 году (более полно), не вызвав особого интереса русской литературной критики того времени. Лишь перевод этой поэмы, сделанный И. А. Буниным в 1896 году, стал заметным событием в литературной жизни России и был отмечен Пушкинской премией Академии наук (1903). Высказывание Лонгфелло об И.С. Тургеневе, сделанное им в 1871 году после прочтения романа «Дворянское гнездо», характеризует как его самого, так и творчество Тургенева: «Благодарю, что вы познакомили меня с писателем, о котором я много слышал, но до сих пор ничего не читал. Его проза полна очарования, в ней есть какая-то свежесть. Особенно в описаниях природы. Очевидно, он немало путешествовал по ночам и встречал рассветы в полях и лугах».  В 1903 году М. Горький писал: «Лонгфелло – прелесть!». Об интересе Лонгфелло к России и русской литературе свидетельствуют его попытки научиться русскому языку.

## Память
- В 1958 году была выпущена почтовая марка СССР, посвящённая Лонгфелло.
- Имя Лонгфелло носит один из районов Миннеаполиса.
- Именем Лонгфелло названо авеню в Нью-Йорке.
- Имя Лонгфелло носит издательский дом в Москве.
- Один из мостов, соединяющий американские города Бостон и Кембридж, носит имя Лонгфелло, который написал стихотворение «Мост» (The Bridge), посвящённое предшественнику этого моста — Западно-Бостонскому мосту.